# Дубовка
Дубовка (на руски: Дубовка) е град в Русия, административен център на Дубовски район, Волгоградска област. Населението му към 1 януари 2018 година е 13 988 души.

## География
Градът е разположен на десния бряг на Волгоградското водохранилище, на 52 километра северно от Волгоград.

## Побратимени градове
- Брунтал, Чехия
- Кърнов, Чехия